# Powierzchnia parietalna
Powierzchnia parietalna – część podstawy muszli poniżej szwu (krawędzi zetknięcia kolejnych skrętów - jest on widoczny w postaci ciągłej linii na powierzchni muszli) ostatniego skrętu, w okolicach ujścia.